# Coleostephus paludosus
Coleostephus paludosus là một loài thực vật có hoa trong họ Cúc. Loài này được (Durieu) Alavi mô tả khoa học đầu tiên năm 1976.